# Teratosphaeria aurantia
Teratosphaeria aurantia är en svampart som beskrevs av Whyte & Andjic 2010. Teratosphaeria aurantia ingår i släktet Teratosphaeria och familjen Teratosphaeriaceae.   Inga underarter finns listade i Catalogue of Life.